# Susan Molinari

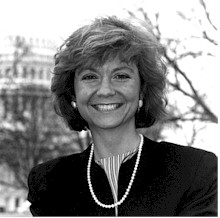
Susan Molinari (1998)

Susan Molinari (* 27. März 1958 auf Staten Island, New York City) ist eine US-amerikanische Politikerin. Zwischen 1990 und 1997 vertrat sie den Bundesstaat New York im US-Repräsentantenhaus.

## Werdegang
Susan Molinari ist die Tochter des 1928 geborenen ehemaligen Kongressabgeordneten Guy Molinari und die Ehefrau von Bill Paxon, der ebenfalls im US-Repräsentantenhaus saß. Im Jahr 1976 absolvierte sie die St. Joseph Hill Academy. Danach studierte sie bis 1982 an der State University of New York in Albany. Politisch schloss sie sich der Republikanischen Partei an. Sie arbeitete als Analystin für den Finanzausschuss des Senats von New York und für die National Republican Governors Association. Zwischen 1986 und 1990 gehörte sie dem Stadtrat von New York an.
Nach dem Rücktritt ihres Vaters als Kongressabgeordneter wurde Molinari bei der fälligen Nachwahl für den 14. Sitz von New York als dessen Nachfolgerin in das US-Repräsentantenhaus in Washington, D.C. gewählt, wo sie am 20. März 1990 ihr neues Mandat antrat. Zu diesem Zeitpunkt war sie dort das jüngste Mitglied. Nach vier Wiederwahlen konnte sie bis zu ihrem Rücktritt am 2. August 1997 im Kongress verbleiben. Dort war sie Mitglied im Small Business Committee, im Public Works Committee, im Ausschuss für Bildung und Arbeit und später im Haushaltsausschuss. Sie galt als moderate Republikanerin. Im Jahr 1996 hielt sie auf der Republican National Convention die wichtigste Rede, die sogenannte Keynote speech.
Susan Molinaris Rücktritt erfolgte, nachdem sie eine Stelle als Fernsehjournalistin beim Sender CBS angenommen hatte. Diese Tätigkeit übte sie neun Monate lang aus. Dabei geriet sie von Anfang an in die Kritik, weil ihre politische Objektivität in Frage gestellt wurde. Schließlich trat sie von dem Posten bei CBS mit dem Hinweis auf ihre damalige Schwangerschaft zurück. Später arbeitete sie als Lobbyistin. Zwischenzeitlich war sie bei verschiedenen Firmen beschäftigt. Ab dem 23. Februar 2013 war sie Leiterin der Lobbyabteilung von Google in Washington. Diese Position hatte sie bis zu ihrem Rücktritt 2018 inne.
Im US-Präsidentschaftswahlkampf 2024 unterstützte Molinari die Kampagne Republicans for Harris.